# رود ورمان
رود ورمان (انگلیسی: Verman) یک رودخانه در استان مورمانسک کشور روسیه است.